# Консекратор
Консекратор (лат. Consecrator) — термин, используемый в Римско-Католической Церкви, обозначает назначенного епископа, который собирается рукополагать священника в епископский сан (то есть, в третью высшую ступень священства). Этот термин часто используется в Церкви Восточного обряда и в англиканском сообщества.
Термин «Главный консекратор» используется для обозначения первенствующего епископа, который рукополагает нового епископа.«Основным соконсекратором» является епископ, который помогает главному консекратору в хиротонии нового епископа.
В действительности же только один епископ необходим для рукоположения священника в епископский сан. Юридически рукоположённый епископ нуждается в папском мандате и помощи по крайней мере двух соконсекраторов или «основных соконсекраторов».
Для рукоположения диоцезального епископа главным консекратором, как правило, является его митрополит-архиепископ, которому помогают два других епископа. В то время как часто другие епископы присутствуют на епископской хиротонии, они обозначаются как соконсекраторы и, как правило, не отражаются в любых документах, подтверждающие возведение нового епископа. После того, как новый диоцезальный епископ рукоположён, он должен быть интронизирован как епископ своей епархии во время службы или в более поздний срок.